# Авиационная авария

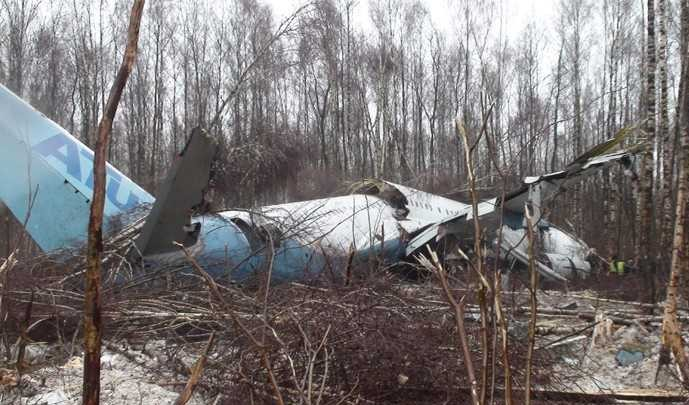
Последствия аварии Ту-204 в Москве

Авиационная авария — авиационное происшествие, не повлёкшее за собой людскую потерю: человеческую смерть или пропажу без вести кого-либо из пассажиров или членов экипажа.

## Официальное толкование

### Правовые акты РФ
Постановление Правительства РФ от 2 декабря 1999 г. N 1329 « Об утверждении Правил расследования авиационных происшествий и авиационных инцидентов с государственными воздушными судами в Российской Федерации»